# Парадајс Парк (Калифорнија)
Парадајс Парк (енгл. Paradise Park) насељено је место без административног статуса у америчкој савезној држави Калифорнија.

## Демографија
По попису из 2010. године број становника је 389.
| Група             | 2000.    | 2010.       |
| Белци             | 0 (0,0%) | 362 (93,1%) |
| Афроамериканци    | 0 (0,0%) | 2 (0,5%)    |
| Азијати           | 0 (0,0%) | 3 (0,8%)    |
| Хиспаноамериканци | 0 (0,0%) | 15 (3,9%)   |
| Укупно            | 0        | 389         |